# Saskia Naumann
Saskia Naumann (* in Frankfurt am Main) ist eine deutsche Fernsehmoderatorin und Journalistin.

## Werdegang
Saskia Naumann ist in Frankfurt am Main aufgewachsen. Nach dem Abitur studierte sie in an der Philipps-Universität in Marburg und der University of Applied Sciences in Norwich Germanistik und Anglistik sowie Medien im Masterstudiengang. Parallel zu ihrem Studium ließ sie sich als Moderatorin am Logo Institut in Frankfurt und der ARD.ZDF medienakademie ausbilden und absolvierte journalistische Praktika bei Sat.1, der Deutschen Welle in Washington, der Fraport AG und Rheinmaintv. Dort arbeitete Saskia Naumann auch als Videojournalistin.
Die erste Station als Moderatorin war das Magazin „Rund um den Airport“ auf rheinmaintv, welches auch redaktionell von Saskia Naumann betreut wurde. Parallel dazu moderierte sie auch die Nachrichtensendung des Senders „Frankfurt RheinMain Aktuell“ sowie diverse Sondersendungen. Bei den dpa-AFX Wirtschaftsnachrichten ist sie 2012 als Börsenkorrespondentin für die Wirtschaftswoche und das Handelsblatt im Einsatz gewesen. Auch für den Regionalsender TV touring war sie als Nachrichtensprecherin tätig. Von 2014 bis 2019 präsentierte Saskia Naumann für RTL regelmäßig in Guten Morgen Deutschland das Wetter. Neben ihren Fernsehauftritten ist Saskia Naumann als Event- und Messemoderatorin europaweit tätig. Als Autorin und Redakteurin arbeitet Saskia Naumann für verschiedene Fernsehsender.